# أفيري كلايتون
أفيري كلايتون (بالإنجليزية: Avery Clayton)‏ هو مدير أمريكي، ولد في 17 مارس 1947 في لوس أنجلوس في الولايات المتحدة، وتوفي في 26 نوفمبر 2009 بسبب نوبة قلبية.